# Mesoglea

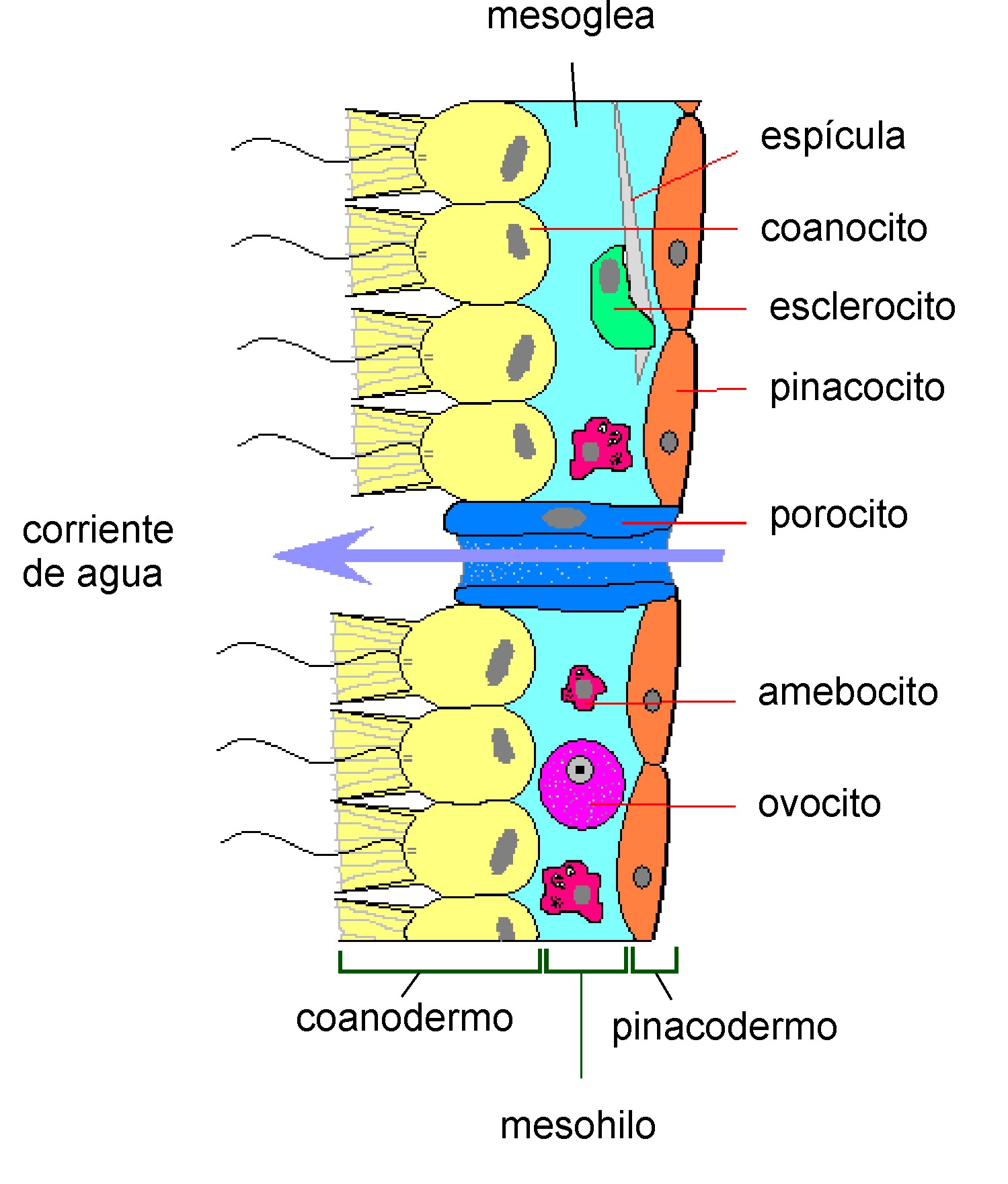
Tipos celulares una esponja asconoide; en celeste, la mesoglea.

Se conoce como mesoglea al tejido encontrado en medusas que funciona como un hidroesqueleto estático. Generalmente se denomina mesohilo al tejido encontrado en las esponjas. 

## Descripción
La mesoglea es mayoritariamente agua. Además de agua, la mesoglea está compuesta de varias sustancias que incluyen proteínas fibrosas como el colágeno y proteoglicanos de heparán sulfato. La mesoglea es mayoritariamente acelular, pero tanto en cnidarios como en ctenóforos la mesoglea contiene fardos de músculo y fibras de nervio. Otras células nerviosas y musculares descansan justo bajo las capas epiteliales. La mesoglea también contiene vagos amebocitos que juegan una función en la fagocitosis de residuos y bacterias. Estas células también luchan contra las infecciones al producir sustancias químicas antibacteriales.
La mesoglea puede ser más delgada que cualquiera de las capas celulares en celentéreos más pequeños como hidras o puede conformar el volumen del cuerpo en medusas más grandes. La mesoglea sirve como un esqueleto interno, apoyando el cuerpo. Sus propiedades elásticas ayudan a restaurar la forma después de su deformación a causa de la contracción de músculos. Aun así, sin la flotabilidad del agua para apoyarlo, la mesoglea no es bastante rígida para aguantar el peso del cuerpo y los celentéreos generalmente tienden a aplanarse, o incluso colapsar cuándo son sacados fuera del agua.

## Usos del concepto
Para diferenciar el uso del concepto de mesénquima en embriología de vertebrados (esto es, el tejido indiferenciado encontrado en la [ento-]mesoderma embrionaria del cual se derivan todos los tejidos conectivos, los vasos sanguíneos, las células sanguíneas, el sistema linfático, y el corazón) y el uso en zoología de invertebrados (un tejido más o menos sólido pero pobremente organizado constando de un gel matriz [la mesoglea, en sentido propio] con varias inclusiones celulares y fibrosas, localizados entre la epidermis y la gastrodermis), algunos autores prefieren utilizar el concepto mesoglea (en sentido más ancho) en vez de mesénquima al referirse a las capas medias de esponjas y diploblastos, reservando el término mesénquima para el sentido embriológico. Aun así, Brusca & Brusca (2003) desalientan este uso, utilizando mesoglea en su sentido estricto, y prefiriendo mantener las acepciones embriológica y zoológica para el término mesénquima.